# Trichocosmia demacula
Trichocosmia demacula är en fjärilsart som beskrevs av Embrik Strand. Trichocosmia demacula ingår i släktet Trichocosmia och familjen nattflyn. Inga underarter finns listade i Catalogue of Life.